# Felio A. Vilarrubias
Felio Antonio Vilarrubias Solanes (Barcelona, 11 de mayo de 1921-†Barcelona, 8 de abril de 2019) fue un escritor e historiador español.

## Biografía
Era hijo del abogado Pablo Vilarrubias y nieto del destacado jurista sabadellense Félix Vilarrubias Busquets (1812-1884).
Cursaba el bachillerato en el Colegio de los Padres Claretianos de Barcelona cuando estalló en 1936 la guerra civil española. Militante carlista, fue el hombre más joven que participó el 19 de julio en la sublevación del cuartel de San Andrés. Posteriormente estuvo encarcelado durante algún tiempo en el castillo de Montjuic, pero más tarde logró pasar a la zona nacional y combatió en el Tercio de Requetés de Nuestra Señora de Montserrat. 
En 1939 reanudó sus estudios superiores en el Instituto de Administración Local en Madrid, del que acabaría siendo profesor en la delegación en Barcelona. Trabajó como funcionario de la Diputación de Barcelona y fue jefe de Protocolo y Ceremonial de la Fundación Príncipe de Asturias desde 1980.
Ejerció como secretario delegado del Patronato de Viviendas del Congreso Eucarístico de Barcelona, fundación benéfico-constructora constituida en 1952 que dio origen al barrio barcelonés El Congrés i els Indians. También fue jefe administrativo de la Biblioteca Central, secretario de la Hermandad del Císter en España, secretario de la Hermandad del Monasterio Cisterciense de Santa María de Poblet, escritor y publicista, además de colaborador en diversas revistas y periódicos.
En 1962 participó como orador en un acto público en Barcelona, con la asistencia del capitán general Pablo Martín Alonso y del gobernador civil Matías Vega Guerra, rememorando su actuación en 1936 en la sublevación del cuartel de San Andrés, junto con el jefe regional de la Comunión Tradicionalista José Prat Piera, el representante de Falange José María Poblador y José María Gibernau.
Católico y carlista desde la adolescencia y con una adscripción al franquismo que nunca desmintió, en 1975 fue uno de los fundadores de Unión Nacional Española, cuya junta provincial en Barcelona estaba también integrada por José María Gibernau, Jaime Bofill-Gasset, Claudio Colomer, José María Roger Amat, José Arbós Batista, Antonio Dalmases, Santiago Garrido, José María Pibernat y Juan Todoli Luque, entre otros.
Publicó numerosas obras históricas, políticas y literarias.
Fue premiado con la medalla de Sufrimientos por la Patria, la medalla de oro colectiva de la Ciudad, la medalla de plata de la Ciudad de Barcelona, la medalla de plata de la Sagrada Orden Cisterciense, medalla de la guerra civil y otras. En 1995 se le concedió por Real Decreto la Gran Cruz de la Orden del Mérito Civil.
Era aficionado a la filatelia y coleccionista de vitolas y postales de países y monumentos artísticos. Fue miembro de la Sociedad Menéndez Pelayo, la Asociación Española de Amigos de los Castillos, la Asociación de Amigos de los Museos y hermano del Císter de Vallbona de las Monjas.
En la década de 1960 residía en la calle Duque de la Victoria, 11-13, ático 2, situada en el Barrio Gótico de Barcelona.

### Familia
En 1942 se casó con Josefina Guillamet Manresa. Es padre de José María Vilarrubias Guillamet, traumatólogo especialista en Medicina Deportiva en Barcelona y fundador del Institut Català de Traumatologia i Medicina del Esport (ICATME), y de Felio Vilarrubias Guillamet, colegiado del Colegio de Abogados de Barcelona y titular del Bufete Vilarrubias.

## Obras
- El llanto de Europa (1948)
- El Doctor de Ausona: Balmes (1950)
- Estampas de los Reyes Católicos (1951)
- Clausura: Así viven y mueren los monjes del Císter desde el siglo XI (1952)
- Historia del Patronato del Real Monasterio de Poblet (1930-1955) (1957)
- Los franciscanos en España y en la corte de los Reyes Católicos (1957)
- Un muerto. Las causas del Alzamiento en la Guerra Civil. [biografía del laureado capitán Lizcano de la Rosa] (1961)
- La restauración de Poblet (1961)
- Poblet: Arte, mística, historia (1965)
- Un cuarto de siglo de restauración monástica (1966)
- Bodas de plata de la restauración monástica de Poblet por la orden del cister 1940-1965 (1968)
- La tradición musical y la organería en Poblet (1968)
- Hermandad del Monasterio Cisterciense de Santa María de Poblet (1969)
- Un vasco en la corona de Aragón (1970)
- Recuerdos al filo de medio siglo, 1921-1971 (1971)
- 29 de octubre, España como enigma histórico (1972)
- Meditaciones sobre temas espirituales de nuestro tiempo 1960-1974 (1974)
- El carlismo en el ser de España: Una ideología popular y heroica en el contexto de la crisis universal de las ideologías (1975)
- Cataluña traicionada (1975)
- Una visita a Poblet (1975)
- España, entre la esperanza y la agonía: 1921.1981 (1981)
- El 19 de julio en Cataluña visto por un catalán (1991)
- El protocolo en los actos de la administración, de las corporaciones y de las empresas (1992)
- Tratado de protocolo del Estado e internacional (1995)
- Las andanzas del coronel barcelonés Massanés al inicio del siglo XIX (1996)
- España, hoy, una reflexión sociológica sobre el protocolo de Estado y su emblemático mensaje en una sociedad globalizada (2002)
- Tratado de protocolo (2004)
- La forma y el ser en el protocolo, ceremonial, heráldica y vexilología: poder, identidad y globalización, 1945-2004 (2004)
- Derecho premial. Protocolo, ceremonial, heráldica y vexilología en el Estado, en las corporaciones públicas y en la empresa multinacional (2005)
- El ejército del 19 de julio en Cataluña (2007)